# 安加拉航空
安加拉航空 (俄語：ЗАО «Авиакомпания  „Ангара“») 是一家總部為於俄羅斯伊爾庫茨克的民用航空公司 。 名字由安加拉河而來。

## 概覽
安加拉航空成立於2000年，由伊爾庫特集團飛機維修廠為代表在伊爾庫茨克國際機場設立營運。 安加拉航空的樞紐機場位於伊爾庫茨克和新西伯利亞，營運西伯利亞地區及俄羅斯聯邦其他地區的定期航班，並設有一個飛往中國滿洲里的國際航線。除定期航班外，安加拉航空還提供包機、貴賓運輸以及貨運和郵件服務。
2017年7月，該航空公司宣布已在莫斯科國際航空航天展覽會上簽署了新購入3架伊爾庫特MC-21-300飛機的意向書，原定於2022年至2025年交付。該航空公司尚未決定為新飛機選擇搭配的發動機。
與所有俄羅斯航空公司一樣，自2022年爆發烏俄戰爭之後的經濟制裁，安加拉航空亦被禁止飛入歐盟國家的領空。

## 航空公司與目的地

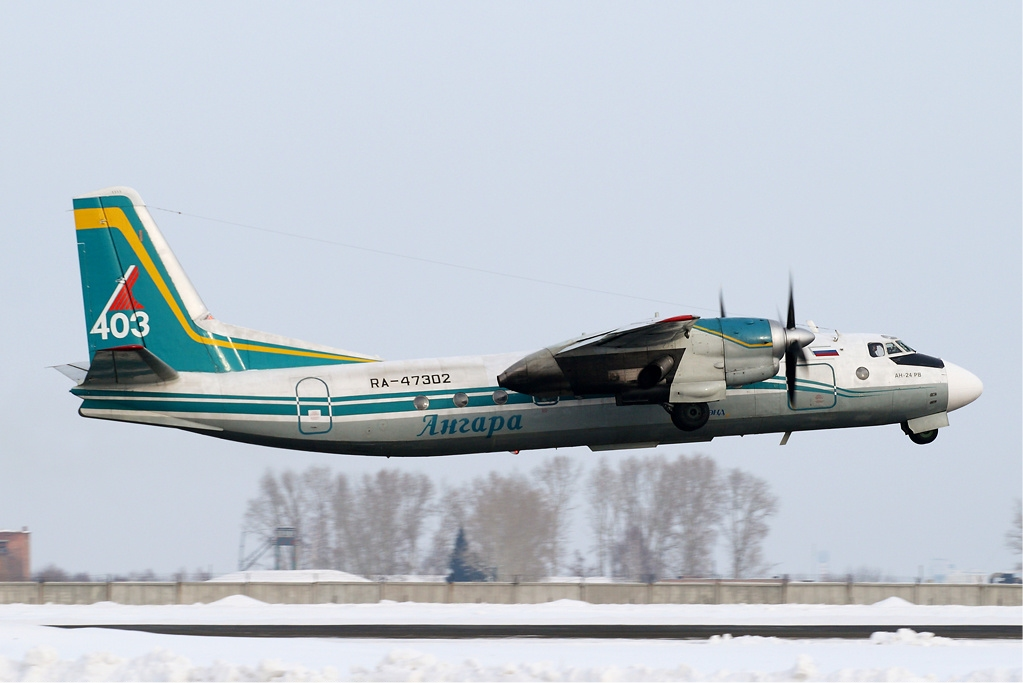
安加拉航空之An-24RV

截至2022年5月安加拉航空營運的定期國內航線如下：
| 地區                 | 城市                     | 機場               |
| -------------------- | ------------------------ | ------------------ |
| 阿穆尔州             | 海蘭泡（布拉戈維申斯克） | 伊格納耶沃機場     |
| 阿穆尔州             | 塔拉坎                   | 塔拉坎機場         |
| 阿穆尔州             | 滕達                     | 滕達機場           |
| 阿穆尔州             | 結雅                     | 結雅機場           |
| 布里亞特共和國       | 下安加爾斯克             | 下安加爾斯克機場   |
| 布里亞特共和國       | 塔克西莫                 | 塔克西莫機場       |
| 布里亞特共和國       | 烏蘭烏德                 | 貝加爾國際機場     |
| 伊尔库茨克州         | 博代博                   | 博代博機場         |
| 伊尔库茨克州         | 布拉茨克                 | 布拉茨克機場       |
| 伊尔库茨克州         | 葉爾博加瓊               | 葉爾博加瓊機場     |
| 伊尔库茨克州         | 伊爾庫茨克               | 伊爾庫茨克國際機場 |
| 伊尔库茨克州         | 基廉斯克                 | 基廉斯克機場       |
| 伊尔库茨克州         | 馬馬                     | 馬馬機場           |
| 伊尔库茨克州         | 烏斯季庫特               | 烏斯季庫特機場     |
| 哈巴羅夫斯克邊疆區   | 哈巴羅夫斯克             | 哈巴羅夫斯克機場   |
| 薩哈（雅庫特）共和國 | 連斯克                   | 連斯克機場         |
| 庫頁島               | 諾格利基                 | 諾格利基機場       |
| 庫頁島               | 奧哈                     | 奧哈機場           |
| 庫頁島               | 沙赫喬爾斯克             | Shakhtyors Airport |
| 外貝加爾邊疆區       | 恰拉河村                 | 恰拉河基機場       |
| 外貝加爾邊疆區       | 赤塔                     | 赤塔機場           |

## 機隊
以下列出之機隊資料截至2025年7月：
| 機型              | 數量 | 乘客數 | 備註                                  |
| ----------------- | ---- | ------ | ------------------------------------- |
| 安托諾夫An-2      | 2    | 12     |                                       |
| 安托諾夫An-24RV   | 5    | 48     | 2019年、2011年、2025年分別各墜毀1架。 |
| 安托諾夫An-26-100 | 3    | 43     |                                       |
| Mi-8直升機        | 11   | 22     |                                       |
| 合計              | 21   |        |                                       |

曾使用過的機型：
安托諾夫An-26-148-100E

## 飛安事故
- 2011年7月11日：由一架安托諾夫An-24RV執飛9007次定期航班（英语：Angara Airlines Flight 9007）（國籍及登記號碼RA-47302），該航班由托木斯克起飛，飛往蘇爾古特機場（英语：蘇爾古特），飛行途中發動機起火，機組人員被迫迫降鄂畢河。機上含機組員共有37人，其中7人不幸罹難。
- 2019年7月27日：由一架安托諾夫An-24RV執飛200次定期航班（國籍及登記號碼RA-47366），該航班由下安加爾斯克機場（英语：下安加爾斯克）起飛，飛往貝加爾國際機場（英语：Baikal International Airport）（尼茲涅昂加斯克機場）。航機起飛後不久左側發動機發生故障。航機在緊急降落時滑出跑道，隨後撞上污水處理廠並起火。機上含機組員共47人，2名機組人員罹難，7人受傷。
- 2025年7月24日：由一架安托諾夫An-24RV執飛3211次定期航班（國籍及登記號碼RA-47315），該航班由博羅夫斯克起飛，經停海蘭泡（布拉戈維申斯克）載客後繼續飛往終點滕達。飛機於當地時間24日下午約1時，在第2次嘗試降落滕達機場時，於接近目的地數公里處隋自雷達畫面上消失。當局緊急部門隨即派遣直升機進行搜尋，並於距離滕達市約16公里的一處森林發現已經墜毀並起火燃燒中的飛機。根據阿穆爾州州長奧爾洛夫（Vasily Orlov）表示，機上共載有43名乘客（包含5名兒童）與6名機組人員，合計49人，經確認無人生還[8]。

## 外部連結
- Angara Airlines Official website （中文、英語和俄語）

- 维基共享资源上的相關多媒體資源：安加拉航空